# Demokratiedefizit der Europäischen Union
Das Demokratiedefizit der Europäischen Union ist ein geläufiges Schlagwort für den Vorwurf, die Europäische Union sei in ihrem politischen Wirken nicht ausreichend demokratisch legitimiert. Dabei wird unter anderem auf das Fehlen eines europäischen Staatsvolks hingewiesen und ein „strukturelles Demokratiedefizit“ abgeleitet; daneben werden Mängel des politischen Systems der Europäischen Union moniert und mit einem „institutionellen Demokratiedefizit“ verbunden.
Andererseits sind Entstehung und Ausbau der Europäischen Union seit den Anfängen nach dem Zweiten Weltkrieg aber auch von einer zunehmenden Verschiebung der Gewichte innerhalb des EU-Institutionengefüges gekennzeichnet, die auf eine Stärkung der demokratischen Legitimation zielten. Dies zeigt sich insbesondere an der veränderten Rolle des Europäischen Parlaments, das von einer nicht direkt gewählten, lediglich beratenden Institution stufenweise zu einem mit dem Ministerrat in nahezu allen Bereichen gleichberechtigten Gesetzgebungsorgan geworden ist.
Das schwer überschaubare EU-Vertragsgeflecht wirkt jedoch intransparent. Die Vielzahl und Unübersichtlichkeit der Regelungen und Normvorschriften auch sehr spezieller Art, die von den EU-Organen für den Binnenmarkt erlassen werden, rufen Kritik an der „Brüsseler Bürokratie“ hervor und nähren auf einzelstaatlicher und regionaler Ebene Vorbehalte und Widerstände gegen eine „Eurokratie“. Mit der Betonung des Subsidiaritätsprinzips, mit der Einführung einer Unionsbürgerschaft, mit der Grundrechte-Charta und mit der Stärkung von Partizipationsmöglichkeiten der Unionsbürger wurden auch gegenläufige Impulse gesetzt, an deren Wirksamkeit in der politischen Praxis unter dem Eindruck gewachsener EU-Skepsis in Teilen der Unionsbevölkerung aber verbreitete Zweifel bestehen. Damit geht auch eine Intensivierung der EU-Finalitätsdebatte einher.

## Aspekte eines strukturellen Demokratiedefizits
Ohne einheitliches Staatsvolk, so die Kritiker des strukturellen Demokratiedefizits, fehle es der EU ohnehin an elementarer demokratischer Legitimation. Die Vielfalt der Sprachen und das Fehlen „europäischer Medien“ lasse keinen gesamteuropäischen politisch-öffentlichen Diskurs zu. Die bestehenden Medien seien nicht nur sprachlich, sondern auch inhaltlich hauptsächlich auf nationale Belange ausgerichtet. Ohne eine europaweite Öffentlichkeit könne aber auch keine gemeinsame Identität eines „europäisches Staatsvolks“ entstehen. Bislang gebe es nur vereinzelte Ansätze, diesem Problem zu begegnen, etwa durch den deutsch-französischen Sender ARTE oder euronews. Auch die englische Sprache als Lingua Franca könne das Problem der Sprachenvielfalt nicht überwinden, da vielen Menschen das entsprechende Fachvokabular fehle, um politische Auseinandersetzungen angemessen zu verfolgen oder führen zu können.
Kritiker des strukturellen Demokratiedefizits sind in den Reihen der sogenannten Intergouvernementalisten stark vertreten, die die EU auf eine reine zwischenstaatliche Zusammenarbeit beschränken wollen und weitere Kompetenzen für die supranationalen Organe (etwa Europäische Kommission und Europäisches Parlament) ablehnen. Ein Vertreter dieser Kritik ist z. B.
Prof. Karl Albrecht Schachtschneider, der unter anderem 1993 Beschwerdeführer beim Bundesverfassungsgericht gegen das Zustimmungsgesetz zum Vertrag von Maastricht war. Im sogenannten Maastricht-Urteil befasste sich das Bundesverfassungsgericht mit der Frage, ob die Teilnahme der Bundesrepublik an der Europäischen Union mit dem Demokratieprinzip des Grundgesetzes vereinbar ist und ging dabei auf die Problematik des fehlenden europäischen Staatsvolks ein. Das Urteil führt für die EU die Bezeichnung „Staatenverbund“ ein und fordert als Voraussetzung für eine Mitgliedschaft Deutschlands, dass „eine vom Volk ausgehende Legitimation und Einflussnahme auch innerhalb eines Staatenverbundes gesichert ist“. In diesem Zusammenhang negierte das Bundesverfassungsgericht zwar die Existenz eines europäischen Staatsvolkes, sah dies aber auch nicht als notwendige Bedingung für die demokratische Legitimation der EU an: Vielmehr erhalte die EU Legitimation für hoheitliche Aufgaben über die nationalen Parlamente, die die Staatsvölker der einzelnen Mitgliedstaaten repräsentieren. Das Bundesverfassungsgericht hob hervor, dass demokratische Legitimation im Rahmen der EU nicht in gleicher Form hergestellt werden könne „wie innerhalb einer durch eine Staatsverfassung einheitlich und abschließend geregelten Staatsordnung“.
Das Europäische Parlament wurde vom Bundesverfassungsgericht als eine Vertretung der Staatsvölker aufgefasst, „von der ergänzend eine demokratische Abstützung der Politik der Europäischen Union ausgeht“. Die Europäische Union ist nach dieser Sichtweise also kein Staat, der sich unmittelbar auf ein europäisches Staatsvolk stützt, gleichwohl aber vereinbar mit dem Demokratieprinzip des Grundgesetzes. Damit lehnte das Bundesverfassungsgericht die Kritik eines strukturellen Demokratiedefizits der Europäischen Union ab.

## Aspekte eines institutionellen Demokratiedefizits
Auch der Einfluss und das Zusammenspiel der EU-Organe ist Gegenstand der Kritik. Demnach liege ein Demokratiedefizit darin, dass die Interessenvertretung und die politische Partizipation der Unionsbürger im bestehenden Institutionengefüge nicht hinreichend gewährleistet seien. In dem 1988 verabschiedeten Toussaint-Bericht definierte das Europäische Parlament das „Demokratiedefizit in der Europäischen Gemeinschaft“ als eine Kombination zweier nicht kompatibler Phänomene: der Übertragung von auf Parlamentsbeschlüssen beruhenden Vollmachten seitens der Mitgliedstaaten auf die Europäischen Gemeinschaften einerseits; der Ausübung dieser Vollmachten auf Gemeinschaftsebene durch andere Institutionen als das Europäische Parlament andererseits.

### Exekutivföderalismus
Im Zentrum der Kritik steht dabei vor allem der Ministerrat der EU. Dieser ist neben dem Parlament das zweite zentrale Gesetzgebungsorgan der EU (vergleichbar mit einer Länderkammer), besteht aber aus Mitgliedern der jeweiligen nationalen Regierungen. Diese Form des Exekutivföderalismus führt dazu, dass im Rat die Gewaltenteilung zwischen (supranationaler) Legislative und (nationaler) Exekutive nicht vollständig stattfindet. Dadurch war es möglich, dass nationale Regierungen bei entsprechender Mehrheitsbildung im Ministerrat in die Lage versetzt wurden, über den Umweg der EU ohne parlamentarische Kontrolle Gesetze einzuführen.
Jedoch wird dem entgegengesetzt, dass ähnliche exekutivföderale Systeme in den meisten internationalen Organisationen üblich sind und auch in zahlreichen Staaten (etwa auch in Deutschland mit dem Bundesrat) so existieren. Diese institutionelle Ausgestaltungsform stellt somit nicht unbedingt ein „Demokratiedefizit“ dar, zumal Entscheidungen dadurch effektiver getroffen werden können. Weiterhin wird angeführt, dass dies vor allem eine Frage der nationalen Implementierung wäre: Denn den Mitgliedsländern steht es frei, wen sie in den Rat entsenden und wie diese Vertreter mandatiert sind. Dänemark etwa hat ein System etabliert, in dem dessen Repräsentanten im Rat vor weitreichenden Entscheidungen eine Abstimmung im nationalen Parlament herbeiführen und sich entsprechend erst ein Einzelfall-Mandat ausstellen lassen müssen.
Durch die Einführung des Mitentscheidungsverfahrens im Vertrag von Maastricht wurde außerdem inzwischen das Europäische Parlament dem Rat in der Legislative gleichgestellt, sodass ein solches „Spiel über Bande“ zur Rechtsetzung ohne parlamentarische Beteiligung in den meisten Politikfeldern nicht mehr möglich ist.

### Initiativrecht
Ein weiterer Kritikpunkt ist, dass weder das Europäische Parlament, noch der Rat aktuell ein Initiativrecht für EU-Gesetze besitzen. Dieses liegt gemäß Art. 294 AEUV allein bei der Kommission. Dieses technokratische Element der Gesetzgebung soll gewährleisten, dass nur von der Kommission als „unabhängige Expertin“ ausgearbeitete Gesetzentwürfe zur Abstimmung kommen, die dem europäischen Gemeinwohl (und nicht etwa nur dem Interesse einzelner, starker Staaten) dienen. Jedoch führt dies auch dazu, dass europäische Parteien ihre Wahlversprechen nicht unmittelbar im Parlament als Gesetzentwürfe einbringen können, sondern gemäß Art. 225 AEUV formal die Kommission um eine entsprechende Initiative bitten müssen.
In der Realität spielt diese formale Regel jedoch keine bedeutende Rolle mehr, da normalerweise jeder Gesetzesanfrage des Parlaments oder des Rates von der Kommission entsprochen wird. In einer verbindlichen Erklärung aus dem Jahr 2010 haben sich die Parlamentarier außerdem mit der Kommission geeinigt, den geltenden europarechtlichen Vorschriften eine Interpretationshilfe zu geben, sodass in Zukunft auf Anstoß des Parlamentes die Kommission innerhalb von zwölf Monaten einen Gesetzentwurf vorlegen oder innerhalb von drei Monaten detailliert begründen muss, warum sie es nicht macht. Somit hat das Europäische Parlament erstmals ein zumindest eingeschränktes Initiativrecht. Zudem können seit dem Vertrag von Lissabon inzwischen auch Unionsbürger selbst im Rahmen einer Bürgerinitiative direkt ein Gesetz initiieren (Art. 11 EU-Vertrag und Art. 24 AEUV).

### Wahlgleichheit
Ein dritter zentraler Kritikpunkt ist das verletzte Prinzip der Wahlgleichheit (one person one vote) bei Europawahlen. Dieses resultiert daraus, dass die Sitze im Europäischen Parlament nach dem Prinzip der „degressiven Proportionalität“ vergeben werden. Das heißt, dass die Anzahl der Sitze, die jedem Mitgliedstaat zusteht, zwar grundsätzlich größer ist, je mehr Einwohner ein Land hat, jedoch nicht perfekt proportional. Dementsprechend haben kleine Mitgliedstaaten mehr Abgeordnete pro Einwohner als größere Länder. Der Grund hierfür ist letztlich der Minderheitenschutz. Zudem wäre durch die enorm unterschiedlichen Bevölkerungsgrößen auch keine andere Verteilung der Sitze auf die Länder realistischerweise praktikabel: Selbst, wenn der kleinste Mitgliedstaat Malta nur einen einzigen Sitz (statt der 6 Grundmandate) erhalten würde (was in sich schon ein Verstoß gegen demokratische Grundprinzipien wäre, da so die politische Vielfalt des Landes nicht mehr abgebildet werden könnte) und man daraufhin die restlichen Sitze proportional hierzu auf die Staaten verteilen würde, würde das Parlament bereits auf über 1.100 Mitglieder anwachsen.
Dieser Kritik wird zudem entgegengehalten, dass ähnliche Verletzungen des Wahlgleichheits-Prinzips auch in anderen demokratischen Staaten akzeptiert werden. Prinzipiell entstehen diese immer durch unterschiedliche Bevölkerungsgrößen von Wahlkreisen, so auch in Frankreich, Großbritannien, den USA oder Deutschland. Da diese Problematik unter Beibehaltung nationaler Delegationen im Europäischen Parlament praktisch unmöglich behebbar ist, werden verschiedene alternative Systeme zur Lösung vorgeschlagen; so etwa überregionale Wahlkreise annähernd gleicher Größe bis hin zu EU-weiten Wahllisten.

### Lösungsansätze
Unter den Kritikern eines institutionellen Demokratiedefizits gibt es zwei Strömungen, die entgegengesetzte Ziele erkennen lassen. Das sind einerseits die Befürworter einer starken und möglichst wirksamen nationalstaatlichen Interessenvertretung auf EU-Ebene: die Anhänger des Intergouvernementalismus. Ihnen gegenüber stehen die Befürworter einer fortgesetzten Demokratisierung durch eine Stärkung des Europäischen Parlaments im EU-Institutionengefüge: die europäischen Föderalisten (Anhänger des Supranationalismus) und die Befürworter der „Vereinigten Staaten von Europa“. Vereinfachend zugespitzt fordert die eine Seite eher eine „schwächere“, die andere eher eine „stärkere“  internationale Führung Europas zur Lösung länderübergreifender Probleme.

## Supranationalität unter demokratischen Vorzeichen – komplexe Problemlagen
Der in der Europäischen Union zusammengeschlossene Staatenverbund, der als Markt- und Wirtschaftsgemeinschaft begonnen hat und nach und nach immer mehr Politik-Felder vergemeinschaftet hat, ist seit der Finanzkrise ab 2007 vielfältigen Spannungen ausgesetzt. In der Auseinandersetzung um die künftige Entwicklung der EU sind auch die Fragen des Demokratiedefizits und seiner Bearbeitung neuerlich in den Blickpunkt gerückt. Die Lösungsansätze stehen teilweise konträr zueinander.

### Defizitbeschreibung aus intergouvernementalistischer Sicht
Vertreter des Intergouvernementalismus, die mit dem institutionellen Demokratiedefizit argumentieren, werfen der EU meist vor, sich Kompetenzen in Politikbereichen anzueignen, die nach dem Subsidiaritätsprinzip sinnvoller auf nationalstaatlicher Ebene geregelt werden sollten. Dabei spielen insbesondere folgende Kritikpunkte eine Rolle:
- eine zu weitreichende Regulierung durch gut gemeinte Versuche und/oder ein Streben nach Macht. Als Beispiel dient hier etwa die am 20. März 2000 erlassene Richtlinie 2000/9/EG über Seilbahnen für den Personenverkehr, nach der auch flachländische Länder wie Berlin oder Mecklenburg-Vorpommern Gesetze für Seilbahnen erlassen müssen (siehe etwa das Landesseilbahngesetz (Mecklenburg-Vorpommern)).
- das oben dargestellte „Spiel über Bande“, durch das den Kritikern zufolge den nationalen Parlamenten eine effektive Kontrolle ihrer eigenen Regierung unmöglich gemacht wird.
- sogenannte Paketbeschlüsse im Ministerrat, bei denen sachfremde Themen zusammengefasst und gemeinsam beschlossen werden. Hierdurch kommen aus Sicht der intergouvernementalistischen Kritiker viele Beschlüsse zustande, die sonst keine Mehrheit gefunden hätten. Auch dies trage zur Überregulierung bei.
- die Entscheidungen des Europäischen Gerichtshofs. Dieser ist vertraglich der „Verwirklichung einer immer engeren Union“[7] verpflichtet. Den Kritikern zufolge neige er daher in seinen Urteilen dazu, die EU-Verträge zentralistisch zu interpretieren und der EU immer mehr Zuständigkeiten zuzusprechen.

Als Lösung dieser Demokratie- bzw. Subsidiaritätsprobleme wird von intergouvernementalistischer Seite vorgeschlagen, den Rat seiner Funktion als „Subsidiaritätswächter“ zu entheben und statt seiner vier neue Subsidiaritätswächter zu errichten. Diese wären:
1. Ein Kompetenzkatalog, der den Umfang der EU-Zuständigkeiten festlegt.
2. Ein Kompetenzgerichtshof, der über Maßnahmen der Kommission, des Parlaments und auch über die Urteile des Europäischen Gerichtshofes entscheidet. Wichtig wäre dabei, dass die nationalen Parlamente klagebefugt wären.
3. Ein Rückholungsrecht, mit dem es den Mitgliedstaaten über den Rat möglich wäre, bestimmte Politikbereiche wieder der nationalen Verantwortung zu übertragen. (Bereits jetzt wäre es den Mitgliedstaaten möglich, Kompetenzen auf die nationale Ebene zurückzuholen, allerdings nur durch eine – relativ aufwendige – Änderung des EU-Vertrags.)
4. Die Anwendung des Diskontinuitätsprinzips, nach dem Gesetzgebungsverfahren nach Ablauf einer Legislaturperiode verfallen würden.

### Defizitbeschreibung aus föderalistischer Sicht
Die europäischen Föderalisten, die in der langfristigen Perspektive einen europäischen Bundesstaat anstreben, fordern vor allem die konsequente Demokratisierung des europäischen Entscheidungs- und Gesetzgebungsprozesses. Kritisiert wird, dass das Europäische Parlament noch immer nicht in allen Politikbereichen volles Mitwirkungsrecht hat. Auch fehlt ihm in der Gesetzgebung das Initiativrecht, das allein bei der Kommission liegt, die aber auch nicht vom Parlament zu wählen, sondern lediglich zu bestätigen (oder abzulehnen) ist. Das Europaparlament hat daher nur indirekt Einfluss auf die Tätigkeit der Kommission.

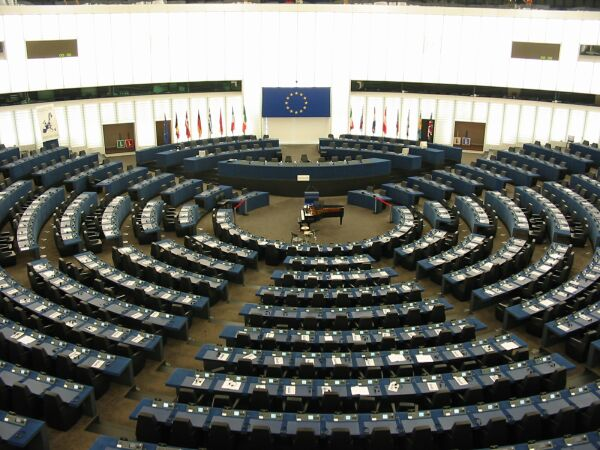
Das Parlament wird nach dem Prinzip der fallenden Proportionalität gebildet – ein häufig genannter Kritikpunkt.

Teilweise umstritten ist auch die Sitzverteilung im Europäischen Parlament, wo jedem Mitgliedstaat ein gewisses Kontingent an Sitzen zusteht. Dabei stellen gemäß dem Prinzip der „fallenden Proportionalität“ kleine, bevölkerungsarme Länder wie Malta anteilsmäßig wesentlich mehr Abgeordnete als bevölkerungsreiche Länder wie Deutschland. Ein Abgeordneter aus Malta vertrat bis 2009 etwa 76.000 Europäer, während ein deutscher Abgeordneter 826.000 EU-Bürger repräsentierte. Dieser Disproportionalitätsfaktor wird allgemein als Bruch des Gleichheitsprinzips und damit eines der vier Prinzipien einer demokratischen Wahl (allgemein, frei, gleich, geheim) angesehen.
Am EU-Gesetzgebungsverfahren kritisiert wird zudem eine mangelnde Zurechenbarkeit der Entscheidungen. Es gebe eine Vielzahl von Akteuren, die am Normsetzungsprozess beteiligt seien, gleichzeitig aber kein Entscheidungszentrum. Dies führe zu Verantwortungsdiffusion beziehungsweise zu einem System organisierter Verantwortungslosigkeit. Voraussetzung für demokratische Legitimation sei aber, dass der gewählte Repräsentant (durch Abwahl oder Abberufung) zur Verantwortung gezogen werden könne.
Als Lösung des Demokratiedefizits wäre es aus föderalistischer Sicht vor allem notwendig, das Europäische Parlament zu einem vollwertigen Parlament auszubauen. Dies könnte beispielsweise im Rahmen der Errichtung eines Zwei-Kammer-Systems geschehen, in dem der Rat als Vertretung nationaler Interessen fungieren würde, das Parlament allerdings in sämtlichen Bereichen der Gesetzgebung ebenbürtig wäre – etwa nach dem Vorbild des Verhältnisses zwischen Bundestag und Bundesrat in Deutschland. Weitergehende Forderungen wären die Wahl der Europäischen Kommission durch das Parlament sowie die Wahl des Parlaments nicht nach nationalen Sitzkontingenten, sondern etwa mit europaweiten Parteilisten.

## Neue Situation nach dem Vertrag von Lissabon
Der Vertrag von Lissabon folgt im Wesentlichen der seit Einführung der Direktwahl des Parlaments 1979 und des Mitentscheidungsverfahrens durch die EEA 1987 erkennbaren Tendenz, sowohl die Kompetenzen der EU als auch die demokratischen Elemente innerhalb der EU schrittweise zu stärken. Während föderalistische Kritiker daher einige ihrer Forderungen erfüllt sehen, befürchten intergouvernementalistische Kritiker eine Verfestigung der bestehenden Defizite. Diese Befürchtungen werden auch als einer der Gründe für das Scheitern des EU-Verfassungsvertrags 2005 angesehen. Im Hinblick auf das strukturelle EU-Demokratiedefizit wurde im Lissabon-Vertrag mit der europäischen Bürgerinitiative erstmals ein Instrument direkter Demokratie in die Europäische Union eingeführt.

### Intergouvernementalistische Sichtweise
Aus intergouvernementalistischer Sicht droht durch den Lissabon-Vertrag eine weitere Zentralisierung der EU. So sei der im Vertrag aufgeführte Katalog der EU-Kompetenzen nicht eindeutig genug; durch die „gemischten Kompetenzen“ sei eine dynamische Aneignung von Zuständigkeiten durch die EU möglich. Die Forderung nach einem Kompetenzgerichtshof wurde nicht in den Lissabon-Vertrag aufgenommen; das von intergouvernementalistischen Kritikern gesehene Problem einer pro-europäischen Parteilichkeit des Europäischen Gerichtshofes bestehe daher weiterhin.
Das in den Vertrag aufgenommene Bekenntnis der EU zum Subsidiaritätsprinzip geht den meisten intergouvernementalistischen Kritikern nicht weit genug, auch wenn die nationalen Parlamente nun bei Verstößen gegen das Subsidiaritätsprinzip zur Wehr setzen können. Ein weiterer Kritikpunkt ist die sogenannte Passerelle-Regelung, durch die es künftig möglich werden soll, im Ministerrat Einstimmigkeits- in Mehrheitsentscheidungen umzuwandeln. Die nationalen Parlamente besitzen dagegen zwar ein sechsmonatiges Widerspruchsrecht; allerdings wird befürchtet, dass sich die praktische Umsetzung dieses Rechts schwierig gestaltet.
Schließlich wird kritisiert, dass außer in Irland in keinem EU-Mitgliedsstaat eine Volksabstimmung zu dieser wesentlichen EU-Reform stattgefunden hat.

### Föderalistische Sichtweise
Das Fehlen einer Volksabstimmung zum Lissabon-Vertrag ist auch ein wesentlicher Kritikpunkt der Föderalisten; allerdings wurde von diesen statt einer Vielzahl nationaler Referenden meist eine gemeinsame europaweite Abstimmung gefordert, durch die der Vertrag zu ratifizieren wäre.
Inhaltlich bringt er aus föderalistischer Sicht zahlreiche Vorteile. Als entscheidend wird dabei meist die neuerliche Erweiterung der Kompetenzen des Europäischen Parlaments angesehen. So wird das Mitentscheidungsverfahren (fortan: „Ordentliches Gesetzgebungsverfahren“) nun in mehr Politikbereichen angewendet, insbesondere in der bisher rein intergouvernemental organisierten polizeilichen und justiziellen Zusammenarbeit in Strafsachen. Außerdem fällt durch den Vertrag von Lissabon die Unterscheidung in „obligatorische“ und „nicht-obligatorische“ Ausgaben weg; das Parlament hat dadurch also volle Mitbestimmungsrechte über den gesamten EU-Etat einschließlich der Agrarausgaben.
Des Weiteren sollte durch den Lissabon-Vertrag die Transparenz der Entscheidungen im Ministerrat erhöht werden: Dieser muss nun immer, wenn er legislativ tätig wird, öffentlich tagen. Andere föderalistische Forderungen, etwa das Initiativrecht für das Europaparlament, die Wahl der Kommission durch das Parlament oder die Wahl des Parlaments nach europaweiten Listen, um die degressive Proportionalität der Sitzverteilung zu überwinden, finden sich im Vertrag von Lissabon jedoch nicht.

### Sichtweise des Bundesverfassungsgerichts
In seinem Urteil vom 30. Juni 2009 zum Vertrag von Lissabon (Lissabon-Urteil) bestätigt und begrenzt das Bundesverfassungsgericht die Integrationsbereitschaft der Bundesrepublik Deutschland in die Europäische Union. Einerseits unterstreicht es den grundgesetzlichen Verfassungsauftrag zur Verwirklichung eines vereinten Europas (Präambel und Art. 23 Abs. 1 GG) und führt aus, dass es gemäß diesem Grundsatz der Europafreundlichkeit nicht im Belieben der Verfassungsorgane stehe, sich an der europäischen Integration zu beteiligen oder nicht. Andererseits bekräftigt das Bundesverfassungsgericht seine bereits im Maastricht-Urteil angelegte Linie, wonach die EU kein Bundesstaat sei und auch nicht werden dürfe, solange das Grundgesetz gelte und das deutsche Volk einen solchen Schritt nicht in einer verfassunggebenden Volksabstimmung legitimiert habe, mit der allein die grundgesetzliche Ordnung abgelöst werden könnte. Das Grundgesetz aber lasse mit seiner „Ewigkeitsgarantie“ eine Preisgabe der Staatsprinzipien Demokratie, Rechts-, Sozial- und Bundesstaatlichkeit sowie der für die Achtung der Menschenwürde unentbehrlichen Substanz der Grundrechte nicht zu:

„Der unübertragbaren und insoweit integrationsfesten Identität der Verfassung (Art. 79 Abs. 3 GG) entspricht die europarechtliche Pflicht, die verfassungsgebende Gewalt der Mitgliedstaaten als Herren der Verträge zu achten. Das Bundesverfassungsgericht hat im Rahmen seiner Zuständigkeit gegebenenfalls zu prüfen, ob diese Prinzipien gewahrt sind.“

Auch als Verbund mit eigener Rechtspersönlichkeit – wie durch den Vertrag von Lissabon vorgesehen – bleibe die Europäische Union das Werk souveräner Staaten. „Es ist deshalb beim gegenwärtigen Integrationsstand nicht geboten, das europäische Institutionensystem demokratisch in einer staatsanalogen Weise auszugestalten.“ Die Voraussetzungen für eine aus der Gesamtheit der Unionsbürger herleitbare demokratische Legitimation der Unionsorgane seien bis auf Weiteres nicht gegeben. Ausschlaggebend für das Bundesverfassungsgericht ist dabei ein als strukturell wahrgenommenes Demokratiedefizit des Europäischen Parlaments:

„Gemessen an verfassungsstaatlichen Erfordernissen fehlt es der Europäischen Union auch nach Inkrafttreten des Vertrags von Lissabon an einem durch gleiche Wahl aller Unionsbürger zustande gekommenen politischen Entscheidungsorgan mit der Fähigkeit zur einheitlichen Repräsentation des Volkswillens. Es fehlt, damit zusammenhängend, zudem an einem System der Herrschaftsorganisation, in dem ein europäischer Mehrheitswille die Regierungsbildung so trägt, dass er auf freie und gleiche Wahlentscheidungen zurückreicht und ein echter und für die Bürger transparenter Wettstreit zwischen Regierung und Opposition entstehen kann. Das Europäische Parlament ist auch nach der Neuformulierung in Art. 14 Abs. 2 EUV-Lissabon und entgegen dem Anspruch, den Art. 10 Abs. 1 EUV-Lissabon nach seinem Wortlaut zu erheben scheint, kein Repräsentationsorgan eines souveränen europäischen Volkes. Dies spiegelt sich darin, dass es als Vertretung der Völker in den jeweils zugewiesenen nationalen Kontingenten von Abgeordneten nicht als Vertretung der Unionsbürger als ununterschiedene Einheit nach dem Prinzip der Wahlgleichheit angelegt ist.“

Die degressiv proportionale Vertretung der Bürger im Europäischen Parlament hat mit dem Vertrag von Lissabon sogar wieder etwas zugenommen. Nach dem Vertrag von Nizza bildeten Spanien und Luxemburg die beiden Extreme: In Spanien kamen 50 Sitze auf 46 Mio. Einwohner, d. h. 917.000 Einwohner pro Sitz, in Luxemburg 6 Sitze auf 0,5 Mio. Einwohner, also 82.000 Einwohner pro Sitz (Disproportionalitätsfaktor: 11,2). Seit dem Vertrag von Lissabon sind die Extremfälle Deutschland (mit 96 Sitzen auf 82 Mio. Einwohner) und Malta (mit 6 Sitzen auf 0,4 Mio. Einwohner). Ein deutscher Abgeordneter vertritt nun ca. 854.000 Einwohner, ein maltesischer ca. 67.000 (Disproportionalitätsfaktor von 12,8).
Weder in seiner Zusammensetzung noch im europäischen Kompetenzgefüge sei das Europäische Parlament folglich dafür geeignet, repräsentative und zurechenbare Mehrheitsentscheidungen als einheitliche politische Leitentscheidungen zu treffen. Das gelte auch für den supranationalen Interessenausgleich zwischen den Staaten. Ebenso wenig könne das Europäische Parlament unter diesen Voraussetzungen eine parlamentarische EU-Regierung tragen oder sich im Regierungs-Oppositions-Schema parteipolitisch so organisieren, dass eine Richtungsentscheidung europäischer Wähler politisch bestimmend zur Wirkung gelangen könnte.
Da sich die Legitimation der EU-Organe und ihrer Entscheidungen demzufolge hauptsächlich aus der demokratischen Legitimation der einzelnen nationalstaatlichen Parlamente herleitet, müssen laut Bundesverfassungsgericht auch wichtige Entscheidungskompetenzen auf nationalstaatlicher Ebene verbleiben, etwa in den Bereichen Strafrecht, Gewaltmonopol, fiskalische Grundentscheidungen, sozialstaatliche Gestaltung von Lebensverhältnissen, Schul- und Bildungssystem sowie Umgang mit religiösen Gemeinschaften. Auch im Hinblick auf das von Art. 23 Abs. 1 Satz 1 GG strukturell geforderte Subsidiaritätsprinzip sei es nötig, die Übertragung und Ausübung von Hoheitsrechten auf die Europäische Union zu begrenzen, besonders in „zentralen politischen Bereichen des Raumes persönlicher Entfaltung und sozialer Gestaltung der Lebensverhältnisse“.
Das Bundesverfassungsgericht möchte dem entgegenwirken, dass die EU-Organe eine schleichende Kompetenzausweitung betreiben. Konkret wird auf die extensive Kompetenzauslegung im Sinne der Implied-Powers-Doktrin und auf die effet-utile-Regel verwiesen. „Das Grundgesetz ermächtigt die deutschen Staatsorgane nicht, Hoheitsrechte derart zu übertragen, dass aus ihrer Ausübung heraus eigenständig weitere Zuständigkeiten für die Europäische Union begründet werden können.“
Gleichzeitig stellt das Bundesverfassungsgericht aber auch fest, dass der Vertrag von Lissabon „mit den Anforderungen des Grundgesetzes, insbesondere mit dem Demokratieprinzip, vereinbar“ ist. Ebenso sei, gerade weil die EU die o. g. Kompetenzen nicht besitze, das (gleiche) Wahlrecht aus Art. 38 Abs. 1 GG nicht verletzt. Obwohl die Europäische Union aus Sicht des Bundesverfassungsgerichts „beim gegenwärtigen Integrationsstand [...] noch keine Ausgestaltung [erreicht], die dem Legitimationsniveau einer staatlich verfassten Demokratie entspricht“, sei sie als Staatenverbund ausreichend demokratisch legitimiert:

„Mit der Wahl […] von Abgeordneten des Europäischen Parlaments ist […] eine Mitwirkungsmöglichkeit im europäischen Organsystem eröffnet, die […] ein ausreichendes Legitimationsniveau vermittelt.“

## Intensivierte Debatte im Zuge von EU-Krisenerscheinungen
Nach dem Inkrafttreten des Vertrags von Lissabon ist die Europäische Union mit der Eurokrise, der Flüchtlingskrise und dem Brexit-Referendum einer Reihe von Krisenerscheinungen ausgesetzt, die eine wachsende EU-Skepsis und das Erstarken rechtspopulistischer Strömungen in der Bevölkerung der Mitgliedsstaaten gefördert haben. Probleme eines Demokratiedefizits der Union wurden dadurch noch stärker ins Bewusstsein gerückt, und die Debatte darum wird neuerlich intensiv geführt.

### Außervertragliche Selbstbemächtigung von Krisenmanagement-Akteuren
Zu den schon die Anfänge kennzeichnenden Merkmalen des europäischen Integrationsprozesses gehört, dass nicht demokratische Prozesse und Vollmachten das Geschehen bestimmten, sondern die Initiativen und Handlungsweisen einer politischen und technokratischen Elite von Experten. Die Hauptverantwortung, so Antoine Vauchez, liege beim Europäischen Gerichtshof (EuGH), der Europäischen Kommission und der Europäischen Zentralbank (EZB), während die Legitimierung durch Wähler allenfalls eine Nebenrolle spiele. Dieter Grimm sieht vor allem den EuGH als autonomen Motor von Integrationseffekten, die ohne erkennbares Mandat zustande kamen: „Für die Auslegung völkerrechtlicher Verträge war nach allgemeiner Übung der Wille der vertragschließenden Staaten maßgeblich. Souveränitätsbeschränkende Normen mussten eng ausgelegt werden. Der EuGH brach mit diesem Prinzip und legte die Verträge wie eine staatliche Verfassung aus, orientiert an einem objektivierten Zweck, statt an den Absichten der Gründer. Er verstand sich mithin weder als Wahrer der Rechte der vertragschließenden Staaten noch als neutrale Schiedsinstanz zwischen den Staaten und der Gemeinschaft, sondern als treibende Kraft des Integrationsprogramms. Er war ein Gericht mit einer Agenda.“
Gesine Schwan moniert, dass die demokratisch nicht legitimierte Troika aus EZB, Internationalem Währungsfonds (IWF) und EU-Kommission im Sommer 2015 der gewählten griechischen Regierung ein drastisches Wirtschaftsprogramm oktroyiert habe, gegen das praktisch kein Einspruch möglich gewesen sei. Im Zuge von Finanz- und Eurokrise, so Hennette und andere, sei mit der „Regierung der Eurozone“ ein neues, demokratisch nicht legitimiertes Machtzentrum entstanden, in dem die Leitungsebenen des deutschen und des französischen Finanzministeriums, das Direktorium der EZB sowie für Wirtschaft zuständige Beamte der EU-Kommission bestimmenden Einfluss ausüben. Es sei dringend nötig, „die demokratische Wachsamkeit“ zu erhöhen und die repräsentative Demokratie in der europäischen Wirtschaftspolitik zu stärken. Dazu schlagen die Autoren einen „Vertrag zur Demokratisierung der Steuerung der Eurozone“ vor, der die Schaffung einer Parlamentarischen Versammlung der Eurozone beinhaltet.

### Bürgerferne europäische Volksvertretung
Die Errichtung eines rein parlamentarischen Regierungssystems auf EU-Ebene wäre für Dieter Grimm nicht geeignet, das Demokratiedefizit der Europäischen Union zu beheben. Sie verfüge von sich aus nicht über genügend tragfähige Legitimationsressourcen, sondern sei auf die von den demokratischen Mitgliedsstaaten ausgehenden angewiesen: „Eine Parlamentarisierung nach staatlichem Muster würde den Legitimationsfluss aus den Mitgliedsstaaten kappen, ohne die Lücke durch eine ausreichende Eigenlegitimierung ersetzen zu können. Der Abstand von den Unionsbürgern würde sich vergrößern statt verkleinern.“ Es müsse eine „dauerhafte Wechselbeziehung zwischen der Wählerschaft und den politischen Organen geben, damit die Vorstellungen und Bedürfnis des Publikums im Parlament Ausdruck finden und in den politischen Willensbildungsprozess der Organe eingehen.“ Bei den Europawahlen werde jedoch das erreichbare Legitimationspotential nicht ausgeschöpft, weil jeweils nach nationalem Wahlrecht und unter dem Eindruck landesspezifischer Wahlkampfthemen gewählt werde, während im Europaparlament von den europäischen Fraktionen zumeist andere Themen behandelt würden. Diese Sicht im Tenor bestätigend, heißt es bei Heinrich August Winkler: „Das Europäische Parlament kann nicht dieselbe demokratische Legitimation für sich beanspruchen wie der Bundestag oder die französische Nationalversammlung. Eine konsequente Parlamentarisierung der EU wäre also kein Beitrag zu ihrer Demokratisierung.“
Als demokratisch legitimiert kann laut Grimm nur ein Parlament gelten, „das in einen lebendigen Prozess der Meinungsbildung und Interessenartikulation eingebunden ist.“ Dazu bedürfe es vermittelnder Instanzen wie Parteien, Verbände, Bürgerinitiativen und Kommunikationsmedien. An einer solchen gesellschaftlichen Substruktur fehle es der EU jedoch noch weitgehend und ohne Aussicht auf rasche Änderung. Für die auf nationalstaatlicher Ebene verantwortlichen Politiker wiederum entstehe aus manchen Beschlüssen auf europäischer Ebene das Dilemma, dass sie infolge der politischen Grundkonstellation von der Bevölkerung zur Verantwortung gezogen würden für Entscheidungen anderer, die sie ohne eigenen Entscheidungsanteil lediglich vollzogen hätten – im Ergebnis ein Beitrag zur Delegitimierung der staatlichen Demokratie. „Staatliche und europäische Demokratie hängen zusammen, indes nicht nach der Art kommunizierender Röhren. Die Verluste der staatlichen Demokratie schlagen nicht als Gewinne der europäischen zu Buche. Solange die europäische Eigenlegitimation die staatliche Legitimationszufuhr nicht ersetzen kann, muss der EU an dieser gelegen sein.“
Im Interesse der Transparenz führt die EU seit 2011 das EU-Transparenzregister, in dem sich Interessenvertreter eintragen können, die Kontakt zu Kommissaren der Europäischen Kommission oder Abgeordneten des Europäischen Parlaments suchen. Alle eingetragenen Lobbyisten verpflichten sich auf einem Verhaltenskodex. Eingetragen sind u. a. Unternehmensvertretungen, Beratungsfirmen, Kanzleien, Berufsverbände, Gewerkschaften, Nichtregierungsorganisationen, Denkfabriken, Hochschulen, Kirchen und regionale oder kommunale Vertreter. Laut Medienangaben ist ein Eintrag im Transparenzregister freiwillig: Er sei eine „formale, wenn auch nicht verpflichtende Voraussetzung, um überhaupt einen Vertreter der EU-Kommission treffen zu können“. Jean-Claude Juncker habe 2014 durchgesetzt, „dass sich alle Lobbyakteure, die sich mit Kommissaren und Abgeordneten treffen, in ein Lobbyregister eintragen müssen“. Kritisch wurde angemerkt, dass der Anteil der Treffen mit Unternehmensvertretern gegenüber Treffen mit zivilgesellschaftlichen Verbänden deutlich überwiege.

### Auslegungssache Subsidiaritätsprinzip
Der Wahrung dezentraler politischer Kompetenzen und Partizipationschancen in der aus Mitgliedsstaaten und vielerlei Regionen sich zusammensetzenden Europäischen Union soll das im EU-Vertragswerk festgeschriebene Subsidiaritätsprinzip dienen. Es begrenzt die Regelungskompetenz der EU außerhalb ihres definierten Zuständigkeitsbereichs allein auf die Felder, die „wegen ihres Umfangs oder ihrer Wirkungen auf Unionsebene besser zu verwirklichen sind.“ Alles andere zu regeln, soll den politischen Akteuren auf nationaler, regionaler und lokaler Ebene vorbehalten bleiben. Für Thomas Schmid handelt es sich der Idee nach um ein wichtiges Mittel, der EU mehr Zustimmung unter den Unionsbürgern zu sichern: „Schon der kleinste Erfolg darin, »untere« Ebenen zu ermächtigen, könnte helfen, dem politischen System wieder mehr Loyalität zu verschaffen.“
Den nationalen Parlamenten obliegt die Subsidiaritätsprüfung, und sie haben das Recht, gegebenenfalls eine Subsidiaritätsrüge zu veranlassen und Subsidiaritätsklage zu erheben. Diese Interventionsmöglichkeiten können sie bereits am Beginn eines europäischen Gesetzgebungsverfahrens geltend machen und so der Verabschiedung vorbeugen. Gibt es für den Subsidiaritätseinspruch im Europäischen Rat oder Parlament eine Mehrheit von mindestens 55 Prozent, muss die Kommission das Vorhaben zurückziehen. Tatsächlich hat eine Subsidiaritätsrüge im Jahr 2012, die mit einer Mehrheit von 68 Prozent zustande kam, eine unter anderem das Streikrecht europaweit betreffende Verordnung zu Fall gebracht. Als „schönen Nebeneffekt“ sieht es Schmid an, dass zur Erlangung der nötigen Mehrheiten auf EU-Ebene die nationalen Parlamente über sich hinauszugreifen genötigt seien.
Dieter Grimm sieht das Subsidiaritätsprinzip in der Praxis als wenig wirksam bzw. als gescheitert an. Seit 1992 in Geltung, sei es ohne Wirkung geblieben, „weil es nicht gelungen ist, ihm einen justiziablen Inhalt abzugewinnen.“ Es tauge als rechtspolitische Maxime für die Gestaltung einer föderalen Ordnung, aber nicht als Beurteilungsmaßstab für konkrete Kompetenzkonflikte. „Das Klagerecht für die nationalen Parlamente, das seit dem Lissabon-Vertrag existiert, kann die inhaltliche Vagheit nicht ausgleichen.“
Für Claus Offe dagegen erweist sich das Subsidiaritätsprinzip als gewichtiges Hindernis, das einer europäischen Politik der sozialen Sicherheit im Wege steht. Die EU verfüge wegen des Subsidiaritätsgebots nicht über die nötigen Mittel, um eine eigene Sozial- und Verteilungspolitik betreiben zu können. Die im Zuge der Finanz- und Eurokrise gebotene Stärkung der gesamtwirtschaftlichen Nachfrage und die Erhaltung des sozialen Friedens in der EU erforderten es aber, den Unionsbürgern aus EU-eigenen Mitteln soziale Ansprüche zu erfüllen. „Diese Mittel wären dann diesmal nicht der Rettung von Banken und Staaten gewidmet, sondern der von Arbeitnehmern, Arbeitslosen, Jugendlichen, Rentnern und anderen Bürgern, die – individuell oder als Klienten öffentlicher Dienste – in erster Linie die Leidtragenden der Krise waren und sind.“

### Ideen für ein Europa von unten
Laut Gesine Schwan sind es nicht neu demokratisch zu legitimierende zentrale Entscheidungsinstitutionen, die für den Fortgang des europäischen Integrationsprozesses gebraucht werden. Zu fördern gelte es vielmehr die praktische Kommunikation und Partizipation, „um uns freiwillig in der Sache zu verständigen und so am Ende leichter zu demokratisch legitimierten Entscheidungen zu kommen. Demokratische Legitimität kann zumal angesichts des gravierenden Machtungleichgewichts in der EU und der (wirtschafts-)politischen Gegensätze nicht zentralistisch erzwungen werden.“ Die Grundlagen der europäischen Wirtschafts- und Finanzpolitik müssten grenzüberschreitend zum Gegenstand öffentlicher Debatten gemacht werden. Die Wiederbelebung und die dezentrale Vertiefung der EU-Demokratie seien durch eine Stärkung der politischen Mitwirkung von Städten und Gemeinden zu bewirken. „Hier können Bürgerinnen und Bürger, kann die organisierte Zivilgesellschaft, aber auch Unternehmen auf einem Gebiet, das sie überschauen und für das sie kompetent sind, mitbestimmen und ihren Sachverstand einbringen.“ Mehr direkte finanzielle Unterstützung durch die Union, wie von Eurocities angestrebt, könnten dazu beitragen, dass die Unionsbürger sich mit der EU stärker identifizieren.
Besonders auf die jungen Europäer zählen die Unterzeichner des 2012 von Ulrich Beck und Daniel Cohn-Bendit verfassten Aufrufs Wir sind Europa! Manifest zur Neugründung der EU von unten. Darin werden die politisch Verantwortlichen auf EU-Ebene und in den Mitgliedsstaaten aufgefordert, die Rahmenbedingungen für ein Freiwilliges Europäisches Jahr zu schaffen, das die Auseinandersetzung der Beteiligten mit transnational bedeutsamen Problemfeldern und mit dem nicht auf Sprache und Nation beschränkten europäischen Kulturleben vorsieht. Es gehe darum, „die nationalen Demokratien europäisch zu demokratisieren und auf diese Weise Europa neu zu begründen.“ In die gleiche Richtung zielt ein Projekt, das Emmanuel Macron in seiner Initiative für Europa im September 2017 an der Sorbonne vorstellte: „Europa soll jener Raum werden, in dem jeder Studierende bis 2024 mindestens zwei europäische Sprachen spricht. Anstatt unsere zerstückelten Gebiete zu beklagen, stärken wir lieber den Austausch! Bis 2024 soll die Hälfte einer Altersgruppe bis zu ihrem 25. Lebensjahr mindestens sechs Monate in einem anderen europäischen Land verbracht haben. Seien es Studierende oder Auszubildende.“
Brendan Simms und Benjamin Zeeb betonen, dass Demokratisierung ein demokratisierungsfähiges politisches Gebilde voraussetze, das mit dem dysfunktionalen gegenwärtigen System gerade nicht gegeben sei. „Eine echte europäische Zivilgesellschaft, die in der Lage ist, den Mehrheitswillen der Bevölkerung Europas zum Ausdruck zu bringen, wird sich erst nach der Schaffung von Strukturen entwickeln können, die imstande sind, in ihrem Interesse zu agieren.“ Die Verfasser setzen jedoch nicht auf allmählichen Fortschritt, sondern auf einen der großen Sprünge, die Europa in der Vergangenheit schon oft vorangebracht hätten. Die diversen gegenwärtigen Krisenphänomene und Herausforderungen, vor denen die EU stehe, drängten zum Handeln. Simms und Zeeb legen ihre Hoffnungen – nach einer kurzen Phase intensiver Debatten – in „gleichzeitige Volksabstimmungen in allen Mitgliedsstaaten und Regionen der Eurozone“, auf deren Grundlage die Vereinigten Staaten von Europa konstituiert würden.
Ulrike Guérot und Robert Menasse sind die Initiatoren eines Projekts zum Aufbau einer dem europäischen Gemeinwesen der res publica verpflichteten Europäischen Republik. In ihrem „Manifest für die Begründung einer Europäischen Republik“ legen sie dar warum durch ein nachnationales Europäisches Projekt, was im Übrigen bereits in den Römischen Verträgen in der Zeit des ersten Kommissionspräsidenten Walter Hallstein programmatisch verankert war
, die transnationale Demokratie weiterentwickelt werden soll.

### Die Union als demokratisch fundierte Wertegemeinschaft
Neben dem Legitimationsdefizit auf der transnationalen EU-Ebene wird neuerdings auch ein Demokratieproblem im Hinblick auf die innere Entwicklung der Mitgliedsstaaten thematisiert. Das betrifft beispielsweise in Ungarn die mit verfassungsändernder Mehrheit der Regierung Orbán durchgezogenen Angriffe auf die richterliche Unabhängigkeit und Rechtsstaatlichkeit oder den von der PiS-Führung in Polen vorgenommenen Eingriff in die Verfassungsgerichtsbarkeit und andere unabhängige Institutionen. Daraus ergibt sich für Jan-Werner Müller die Frage, inwieweit die EU gefordert ist, zum Schutz der Demokratien in den Mitgliedsstaaten zu intervenieren.
Angesichts der wechselseitigen Abhängigkeiten der Unionsmitglieder voneinander befürwortet er eine aktive Rolle der EU bei der Wahrung der Strukturen in den Mitgliedsstaaten. Um früher und wirksamer als bisher Entwicklungen begegnen zu können, mit denen Demokratie und Rechtsstaatlichkeit auf das Spiel gesetzt werden, schlägt Müller die Schaffung einer speziellen Kopenhagen-Kommission vor, die routinemäßig womöglich jährliche Berichte über die Lage bezüglich Rechtsstaatlichkeit und Demokratie – orientiert an den Kopenhagener EU-Aufnahmekriterien – für alle Mitgliedsstaaten vorlegt. „Die Absicht solcher Berichte bestünde nicht darin, Krittelei an jedem Aspekt nationaler Institutionen zu legitimieren oder einen letztlich unpolitischen Traum völlig homogener Rechtsstaatlichkeit zu verwirklichen, sondern in dem Versuch, systematische Probleme möglichst rasch zur Sprache zu bringen.“ Um bei ausbleibenden Reaktionen negativ auffällig gewordener Unionsmitglieder effektiv einwirken zu können, plädiert Jan-Werner Müller für Sanktionsmöglichkeiten bis hin zum Ausschluss aus der EU. Dafür müsste die vertragliche Grundlage allerdings erst noch hergestellt werden.
Heinrich August Winkler sah 2017 die Europäische Union in ihrer damaligen Verfassung angesichts der Verhältnisse in Ungarn und Polen nicht mehr als die Wertegemeinschaft, die sie zu sein immer beansprucht hatte. Die Erneuerung der EU müsse mit der Rettung ihrer normativen Grundlagen beginnen. Dazu bedürfe es des partnerschaftlichen Zusammenwirkens der liberalen Mitgliedsstaaten. In der Asyl- und Flüchtlingspolitik habe 2015/16 vieles von dem, was aus Deutschland zu hören gewesen sei, nach dem Versuch geklungen, zumindest auf diesem Gebiet ein deutsches Europa zu schaffen. Nach dem Wahlerfolg Emmanuel Macrons im Mai 2017 seien Absprachen mit Frankreich „auf höherem Niveau und umfassender“ als bis dahin möglich geworden. Gingen beide Länder konstruktiv voran, würden sich liberale Demokratien von Finnland bis zu den Niederlanden und den baltischen Staaten anschließen. „Ein normatives Kerneuropa müsste also keine neue Ost-West-Spaltung des alten Kontinents zur Folge haben. Aber eines solchen Kerns bedarf es, wenn das Projekt Europa nicht scheitern soll.“

## Erste Abstimmung über eine EU-Agentur
Die erste Volksabstimmung im Zusammenhang mit einer EU-Agentur fand im Nicht-EU-Mitgliedland Schweiz statt, wo der Erhöhung der Frontex-Beiträge im Mai 2022 mit großer Mehrheit zugestimmt wurde. Laut gfs im Auftrag der Stiftung für direkte Demokratie hält eine Mehrheit der befragten Bürger in Europa mehr Abstimmungen für eine mindestens „eher gute“, oder „sehr gute Idee“.